# Стрёйсбай
Стрёйсбай (африк. и англ. Struisbaai) — небольшой город на юго-западе Южно-Африканской Республики, на территории Западно-Капской провинции. Входит в состав района Оферберх. Является частью местного муниципалитета Кейп-Агалас.

## Географическое положение
Город расположен в южной части провинции, на берегу Индийского океана, к северо-востоку от мыса Игольный, на расстоянии приблизительно 150 километров (по прямой) к востоку-юго-востоку (ESE) от Кейптауна, административного центра провинции. Абсолютная высота — 0 метров над уровнем моря.

## Климат
Климат города субтропический средиземноморский. Среднегодовое количество осадков — 303 мм. Наибольшее количество осадков выпадает в период с апреля по ноябрь. Средний максимум температуры воздуха варьируется от 17,3 °C (в июле), до 25 °C (в январе). Самым холодным месяцем в году является июнь. Средняя минимальная ночная температура для этого месяца составляет 7 °C.

## Население
По данным официальной переписи 2001 года, население составляло 2780 человек, из которых мужчины составляли 48,02 %, женщины — соответственно 51,98 %. В расовом отношении цветные составляли 53,85 % от населения города, белые — 42,37 %, негры — 3,78 %. Наиболее распространёнными среди горожан языками были: африкаанс (90,72 %), английский (6,26 %) и коса (2,48 %).
Согласно данным, полученным в ходе проведения официальной переписи 2011 года, в Стрёйсбае проживало 3877 человек, из которых мужчины составляли 48,21 %, женщины — соответственно 51,79 %. В расовом отношении цветные составляли 50,27 % от населения города, белые — 35,49 %; чернокожие — 12,61 %; азиаты (в том числе индийцы — 0,39 %, представители других рас — 1,24 %. Наиболее распространёнными среди жителей города языками являлись: африкаанс (85,24 %), английский  (8,97 %) и коса (2,61 %).

## Транспорт
Через город проходит региональное шоссе R319. К северу от Стрёйсбая расположен небольшой одноимённый аэропорт (ICAO: FAAF).